# Steve Bossé
Steve "The Boss" Bossé (nascido em 29 de Julho de 1981) é um lutador canadense de MMA, que atualmente luta na categoria Peso Meio-Médio do Ultimate Fighting Championship. 

## Vida pessoal
Bossé jogou hockey quando criança e planejava se tornar profissional. Para melhorar sua efetividade no gelo começou a lutar boxe. Antes de se tornar um lutador profissional, era um jogador de hockey na Ligue Nord-Américaine de Hockey (LNAH), uma liga hockey no gelo do Quebec.

## Carreira de MMA
Bossé começou seu treinamento no MMA com Mark Colangelo, um faixa roixa de Jiu-Jitsu sob Renzo Gracie e com Stephane Dube, um lutador popular do Quebec. Bossé ficou interessado em MMA depois de conhecer seu agente Stephane Patry em 2006, que lhe deu a primeira oportunidade de lutar.  Ele estreiou profissionalmente no MMA no dia primeiro de junho de 2007 no evento TKO 29 contra David Fraser.

### Ultimate Fighting Championship
Bossé fez sua estréia e enfrentou o brasileiro Thiago de Lima Santos em 27 de junho de 2015 no UFC Fight Night: Machida vs. Romero. Ele perdeu a luta por nocaute no primeiro round.
Bossé enfrentou James Te-Huna em 20 de Março de 2016 no UFC Fight Night: Hunt vs. Mir. Ele ganhou a luta por nocaute técnico ainda no primeiro round e conquistou sua primeira vitoria na organização.
Bossé enfrentou o americano Sean O'Connell em 18 de Junho de 2016 no UFC Fight Night: MacDonald vs. Thompson. Após um combate muito eletrizante, ele venceu por decisão unânime e ganhou o prêmio de Luta da Noite.

## Cartel no MMA
| Cartel no MMA   |             |            |
| 14 lutas        | 12 vitórias | 2 derrotas |
| Por nocaute     | 9           | 2          |
| Por finalização | 1           | 0          |
| Por decisão     | 2           | 0          |

| Res.    | Cartel | Oponente              | Método                               | Evento                                  | Data       | Round | Tempo | Local              | Notas           |
| ------- | ------ | --------------------- | ------------------------------------ | --------------------------------------- | ---------- | ----- | ----- | ------------------ | --------------- |
| Vitória | 12-2   | Sean O'Connell        | Decisão (unânime)                    | UFC Fight Night: MacDonald vs. Thompson | 18/06/2016 | 3     | 5:00  | Ottawa, Ontário    | Luta da Noite.  |
| Vitória | 11-2   | James Te-Huna         | Nocaute Técnico (socos)              | UFC Fight Night: Hunt vs. Mir           | 19/02/2016 | 1     | 0:52  | Brisbane           |                 |
| Derrota | 10-2   | Thiago de Lima Santos | Nocaute (Chute na cabeça)            | UFC Fight Night: Machida vs. Romero     | 27/06/2015 | 1     | 0:29  | Hollywood, Florida | Estréia no UFC. |
| Vitória | 10-1   | Caleb Grummet         | Nocaute Técnico (interrupção médica) | Challenge MMA 1                         | 11/05/2013 | 1     | 5:00  | Richelieu, Quebec  |                 |
| Vitória | 9-1    | Houston Alexander     | Nocaute (cotovelada)                 | Instinct MMA 1                          | 07/10/2011 | 2     | 4:11  | Boisbriand, Quebec |                 |
| Vitória | 8-1    | Mychal Clark          | Nocaute Técnico (socos)              | W-1 MMA 5 - Judgment Day                | 19/06/2010 | 1     | 4:29  | Montreal, Quebec   |                 |
| Vitória | 7-1    | Marvin Eastman        | Decisão (unânime)                    | MFL 2 - Battleground                    | 27/02/2010 | 3     | 5:00  | Montreal, Quebec   |                 |
| Vitória | 6-1    | Craig Brown           | Nocaute Técnico (socos)              | Ringside MMA 3 - Battle for the Belt    | 19/09/2009 | 1     | 2:45  | Montreal, Quebec   |                 |
| Vitória | 5-1    | Yan Pellerin          | Nocaute Técnico (socos)              | Ringside MMA 1 - The Comeback           | 30/05/2008 | 1     | 0:45  | Montreal, Quebec   |                 |
| Vitória | 4-1    | Sebastien Gauthier    | Nocaute Técnico (socos)              | TKO 35 - Quenneville vs. Hioki          | 03/10/2008 | 1     | 3:59  | Montreal, Quebec   |                 |
| Vitória | 3-1    | Wes Sims              | Finalização (chave de calcanhar)     | TKO 34 - Sims vs. Bossé                 | 07/06/2008 | 1     | 3:05  | Montreal, Quebec   |                 |
| Derrota | 2-1    | Icho Larenas          | Nocaute Técnico (socos)              | TKO 31 - Young Guns                     | 14/12/2007 | 3     | 3:31  | Montreal, Quebec   |                 |
| Vitória | 2-0    | Jody Burke            | Nocaute Técnico (socos)              | TKO 30 - Apocalypse                     | 28/09/2007 | 1     | 1:20  | Montreal, Quebec   |                 |
| Vitória | 1-0    | David Fraser          | Nocaute Técnico (socos)              | TKO 29 - Repercussion                   | 01/06/2007 | 1     | 2:02  | Montreal, Quebec   |                 |